# كايو (لاعب كرة قدم برازيلي)
كايو هو لاعب كرة قدم برازيلي في مركز حراسة المرمى، ولد في 26 يناير 1997 في باتو براغادو في البرازيل. لعب مع أتلتيكو باراناينسي.

## وصلات خارجية
- كايو (لاعب كرة قدم برازيلي) على موقع قاعدة بيانات كرة القدم.إي يو (الإنجليزية)
- كايو (لاعب كرة قدم برازيلي) على موقع Soccerway.com (الإنجليزية)